# Río Dulce (vattendrag i Argentina)
Río Dulce är ett vattendrag  i Argentina. Det är beläget i den centrala delen av landet, 600 km nordväst om huvudstaden Buenos Aires. Vattendraget rinner upp i Sali-floden och mynnar ut i Laguna Mar Chiquita. 
Området kring Río Dulce är det mycket glesbefolkat, med 4 invånare per kvadratkilometer.